# Black Beauty
Pour les articles homonymes, voir Black Beauty (homonymie).
Prince noir ou Black Beauty (titre intégral : Black Beauty : The Autobiography of a Horse) est l'unique roman d'Anna Sewell, qui l'écrivit de 1871 à 1877, alors qu'elle était souvent malade.
Le roman a été publié en Angleterre le 24 novembre 1877.

En Suisse, il paraît en 1912 sous le titre : Prince Noir : souvenirs d'un cheval.

En France, il est publié pour la première fois en 1922 sous le titre : Beauté noire, grand roman cinéma illustré par le film Vitagraph de David Smith, adapté de l'anglais par André Dollé, Ciné-Collection, Le Roman complet, 80 p. La dernière édition en France, adaptée et illustrée par Ruth Brown (2015) et traduit par Emmanuel Gros, porte le titre : Black Beauty, Gallimard Jeunesse, 24 p.
L'histoire est l'autobiographie fictive d'un cheval nommé Black Beauty, confronté à la cruauté ou bien à la sympathie des hommes dans l'Angleterre du XIXe siècle. Chaque chapitre du roman raconte un incident de la vie de Black Beauty et contient une leçon ou une morale en rapport avec le traitement des chevaux à l'époque. Le roman d'Anna Sewell a d'ailleurs contribué à l'amélioration du sort des chevaux au Royaume-Uni.

## Résumé
L'histoire, racontée à la première personne, est l'autobiographie d'un cheval nommé Black Beauty, qui commence sa vie de poulain dans une ferme anglaise. Le roman raconte les mésaventures de ce cheval, vendu par ses premiers propriétaires, jusqu'à devenir cheval de fiacre dans les rues de Londres. Tout au long de l'histoire, Black Beauty est confronté à la cruauté ou la sympathie des hommes, et continue à faire le travail qu'on lui demande avec courage.
Chaque chapitre du roman raconte un incident de la vie de Black Beauty et contient une leçon ou une morale en rapport avec le traitement des chevaux à l'époque.
Black Beauty consacre également deux pages à l'utilisation de la fausse rêne et des œillères chez les chevaux, concluant que l'utilisation de ces objets est responsable d'un grand nombre d'accidents chez les chevaux d'attelage de nuit, le cheval voyant beaucoup mieux dans le noir que n'importe quel humain.

« Il n'y a pas de religion sans amour, et les gens pourront parler autant qu'ils le voudront de leur religion, s'ils n'apprennent pas à être aussi bons avec les animaux qu'avec les humains, c'est une imposture »

— Black Beauty, Chapitre 13, dernier paragraphe.

## Histoire et publication

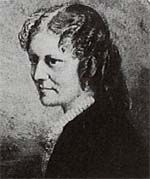
Anna Sewell, auteure du roman.

Étant dans l'impossibilité de marcher à cause d'un accident lorsqu'elle était jeune, Anna Sewell commence à s'intéresser aux chevaux très tôt dans sa vie en passant de longues heures à conduire à se déplacer en calèche, de la gare à son travail. Elle est introduite dans le monde de l'écriture par sa mère, Mary Wright Sewell (1798-1884), Quaker de religion et auteur populaire de romans pour la jeunesse.
À l'origine, Black Beauty n'est pas conçu pour être un roman pour la jeunesse mais pour ceux qui travaillent quotidiennement avec les chevaux. Il est influencé par un essai sur les animaux, Essay on Animals, d'Horace Bushnell (1802-1876) qu'Anna Sewell a lu.

## Analyse
En racontant l'histoire d'un cheval sous la forme d'une autobiographie, Anna Sewell donne naissance à un nouveau genre littéraire. Ce roman se montre très en avance sur son temps en matière de protection animale, en prenant parti contre l'enrênement en attelage, les œillères et la caudectomie. D'après Amélie Tsaag Valren, il « préfigure d’une certaine manière la disparition du cheval en ville. Anna Sewell montre que cet animal de chair et de sang, qui ressent la douleur et la tristesse, n’a pas sa place dans l’environnement urbain et la société industrielle de Londres ».
Lorsque le roman sort, il provoque la controverse en Angleterre puisque l'auteur y dénonce les mauvais traitements infligés aux chevaux. Ce n'est que plus tard que le livre devient un best-seller, mais Anna Sewell décède cinq mois après sa publication. Elle affirma que la visée de ce roman était d'améliorer le sort des chevaux d'Angleterre.

### Personnages
Chevaux
- Black Beauty/Prince Noir/Black Jack — Narrateur de l'histoire, un cheval noir. Il commence sa vie comme cheval d'attelage chez de bons propriétaires puis, après un accident où il a les genoux brisés (abîmés après une chute), n'est plus considéré comme présentable. Il est alors vendu et revendu, chaque fois pour un travail plus pénible. Il passe entre les mains de nombreux propriétaires, certains cruels, certains compatissants, et fait toujours de son mieux pour les servir en toutes circonstances.
- Duchesse — La mère de Black Beauty, qui l'encourage dès son plus jeune âge à se comporter gentiment avec les humains.
- Rob Roy — Un beau cheval noir utilisé pour la chasse à courre, dans la ferme natale de Black Beauty. On apprend plus tard qu'il est son demi-frère aîné.
- Lizzie — Une grande jument nerveuse que Lady Anne monte un jour. La femme est en danger jusqu'à ce que Black Beauty alias Prince Noir vienne à son aide avec un cavalier.
- Ginger — Nommée d'après la couleur alezane de sa robe et son habitude de mordre les gens (Ginger signifie "gingembre" en anglais), c'est une jument agressive en raison des mauvais traitements subis durant sa jeunesse.
- Coquine — Un poney doux, gentil, très poli avec les humains et les autres chevaux.
- Sir Oliver — Un vieux cheval dont on a coupé la queue (caudectomie) et qui est très ennuyé par cela.
- Rory — Un cheval de travail habituellement attelé en paire avec Black Beauty/Black Auster/Jack/Darkie. Il est vendu pour tirer des chariots de charbon après avoir été blessé par un propriétaire violent.
- Peggy — Une jument qui ne peut pas courir à la même vitesse que Black Beauty à cause de ses jambes trop courtes.
- Capitaine — Un cheval réformé de l'armée, traumatisé par ce qu'il a vécu à la guerre de Crimée, bien qu'il fût bien traité. Son cavalier et ami est mort à la guerre.
- Hotspur — Un cheval de 5 ans acheté pour remplacer Capitaine.
- Justice — Un cheval calme et gentil que Beauty rencontre à Birtwick Park.

Propriétaires de Black Beauty

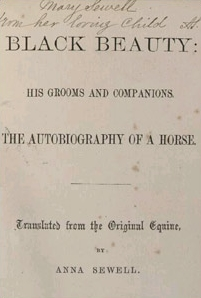
Cette copie de la première édition du livre fut dédicacée par l'auteure à sa mère. Il fut acquis par Christie's à Londres en juin 2006 pour 33000 £.

- Fermier Grey — le premier propriétaire de Beauty, un homme bon qui l'entraîne de façon juste.
- Gordon — propriétaire de Birtwick Park, un bon cavalier, patron de John, James, et Joe.
- John Manly — Un cocher qui traite ses chevaux avec respect et douceur.
- James Howard — L'apprenti de John.
- Joe Green — Le plus jeune apprenti de John, qui remplace James.
- Lord W — Un seigneur anonyme qui utilise Beauty comme cheval d'attelage.
- Reuben Smith — Un jeune homme charmant qui souffre d'alcoolisme. Il blesse gravement Beauty en le chevauchant trop vite après avoir bu.
- M. Barry — Un homme qui essaie de bien traiter ses chevaux, mais ne connaît rien aux soins à leur apporter.
- Filcher — Le groom de Barry, qui vole la nourriture de ses chevaux à l'écurie (Note: le verbe 'to filch' signifie 'chiper' en anglais).
- Jerry — Un propriétaire bon qui utilise Beauty comme cheval de fiacre. Propriétaire de Capitaine et Hotspur.
- Jakes — Un propriétaire qui utilise Beauty pour des travaux pénibles, le forçant à tirer de lourdes charges.
- Nicholas Skinner — Propriétaire d'une compagnie de fiacres londoniens qui ne voit les chevaux qu'au plus rentable.
- Fermier Thoroughgood — Un homme bon qui soigne Beauty alors qu'il est au plus mal.

## Influence
Le roman est devenu très vite un succès populaire auprès de la jeunesse et un classique du genre pour des générations d'enfants scolarisés, surtout en Grande-Bretagne. Au-delà du message en faveur de la protection des animaux, Black Beauty incite au respect, à la gentillesse et au courage. Sa description des traitements infligés aux chevaux de travail contribue à l'abandon de la fausse rêne (ou enrênement), utilisé à l'époque victorienne comme instrument de mode pour relever la tête des chevaux d'attelage, endommageant ainsi parfois gravement leur encolure. 
Influence sur d'autres travaux
- Beautiful Joe est un roman de 1893 directement influencé par Black Beauty et décrivant le même type de mésaventures mais du point de vue d'un chien.
- Phyllis Briggs écrivit une suite, Le Fils de Black Beauty, publiée en 1950.
- Spike Milligan a écrit une parodie du roman, intitulée Black Beauty According to Spike Milligan (1996).

## Adaptations au cinéma et à la télévision
Le roman a été adapté plusieurs fois à la télévision et au cinéma :
- 1917 : Your Obedient Servant, film américain d'Edward H. Griffith ;
- 1921 : Black Beauty (Beauté noire), film américain de David Smith
- 1921 : Black Beauty, film américain d'Edward H. Griffith ;
- 1933 : Black Beauty (Beauté noire), film américain de Phil Rosen[8] ;
- 1946 : Beauté noire (Black Beauty), film américain de Max Nosseck[9] ;
- 1951 : The Courage of Black Beauty, film américain de Harold Schuster[10] ;
- 1971 : Prince noir (Black Beauty), film britannico-allemand de James Hill ;
- 1972 à 1974 : Prince noir (The Adventures of Black Beauty), série télévisée britannique ;
- 1990 à 1992 : The New Adventures of Black Beauty, série télévisée britannique ;
- 1994 : Prince noir (Black Beauty), film américano-britannique de Caroline Thompson ;
- 2015 : Black Beauty, film (DVD) américain de Daniel Zirilli ;
- 2020 : Black Beauty, film américain d'Ashley Davis.